# Tartakowerova hra
Tartakowerova hra je šachové zahájení, které spadá do skupiny otevřených her a vzniká po tazích 1.e4 e5 2.Jf3 Jc6 3.Se2.
Jedná se o zřídka používané zahájení, které stojí na okraji zájmu šachové veřejnosti a umožňuje černému obvykle snadné vyrovnání. Hlavní idea systému za bílého je po vývinu střelce na e2 zvolit výstavbu podobnou té, kterou používá černý v Hanhamově systému v Philidorově hře, s tím rozdílem, že jako bílý bude mít jeden tah navíc. Avšak tato skutečnost ve vznikajících strategicky náročných pozicích nehraje příliš důležitou roli, a proto je tah 3.Se2 současnou teorií označován jako bezzubý a střelec se doporučuje vyvíjet na aktivnější pole b5 či c4. I přes to si však toto zahájení trvale udržuje malý okruh příznivců, a to zejména díky tomu, že je málo analyzované a dává tak velký prostor pro samostatnou tvorbu za šachovnicí a pro zaskočení soupeře, který má naučené hlavní varianty.